# 彰化縣彰化市平和國民小學
彰化縣彰化市平和國民小學，位於臺灣彰化縣彰化市，是一所縣立國民小學，校史可追溯至1941年4月1日於「平和厝」建校（現精誠中學校址），稱為「彰化市旭國民學校富田分校」。

## 沿革
1941年4月1日於「平和厝」建校（現精誠中學校址），稱為「彰化市旭國民學校富田分校」。1944年4月1日正式成立「彰化市富田國民學校」。1945年（民國三十四年）12月4日第一任校長顏卿堯就職，次年9月校名改稱「彰化市西區平和國民學校」。1947年（民國三十六年）首次遷校，移入富貴里原彰化中學舊校舍，即今中華陸橋南側。1950年（民國三十九年）9月隨縣市行政區域調整，更名為「彰化縣彰化市平和國民學校」。
西安里（現為彰安里）之現有校地則為1958年（民國四十七年）秋開始整地，並配合校門進出開闢中正路，1963年（民國五十二年）4月5日遷入。1968年（民國五十七年）彰安國中成立之初，曾提供部分校地予該校建築校舍。1968年（民國五十七年）8月1日，因國民教育改制，校名改稱「彰化縣彰化市平和國民小學」。1982年（民國七十一年）9月成立舞蹈班。 

## 學校概況

### 學區
本校分為平和、建和兩校區。平和校區學區包含萬壽、民權、富貴、西安、彰安各里，以及成功里1-9及17-19鄰、中央里3-9及13-15鄰、南瑤里1-12、20-28及30~34鄰。福安里則為彈性學區；建和校區學區則包括平和、崙平二里，以及西興里1-11鄰。

### 特色課程
該校因校園位於彰化市緊鄰臺鐵西部幹線處，於是將「TRAIN（全）人發展」訂為發展特色。

### 校園環境
校內閒置蝴蝶園空間，便建置「平和TRAIN美的記憶站」涼亭，做為學生開放探索空間。